# Tischtennis-Asienmeisterschaft
Die Asienmeisterschaften im Tischtennis sind die Meisterschaften des Erdteils Asien, vergleichbar mit den Tischtennis-Europameisterschaften. Sie finden alle zwei Jahre statt.

## Geschichte
Erstmals durchgeführt wurden die Asienmeisterschaften 1952. Veranstalter war der Asiatische Tischtennisverband TTFA (Table Tennis Federation of Asia). Die Meisterschaften fanden damals in unregelmäßigen Zeitabständen statt, nämlich 1952, 1953, 1954, 1957, 1960, 1964, 1967 und 1970. Danach übernahm die Asiatische Tischtennis-Union ATTU (Asian Table Tennis Union) die Durchführung. Mit Ausnahme der Jahre 2002 und 2011 wurde seitdem der Zwei-Jahres-Rhythmus eingehalten. 2011 wurde die Austragung um ein Jahr verschoben, weil in Beirut, dem vorgesehenen Austragungsort, die politische Lage als zu angespannt eingeschätzt wurde.
2021 nahmen aufgrund der COVID-19-Pandemie keine chinesischen Spieler an dem Turnier teil.

## Sieger der ATTU-Asienmeisterschaften (seit 1972)
| Jahr              | Mannschaft          | Mannschaft          | Einzel            | Einzel       | Doppel                         | Doppel                      | Doppel                         |
| Jahr              | Herren              | Damen               | Herren            | Damen        | Herren                         | Damen                       | Mixed                          |
| ----------------- | ------------------- | ------------------- | ----------------- | ------------ | ------------------------------ | --------------------------- | ------------------------------ |
| 2024 Astana       | Volksrepublik China | Japan               | Tomokazu Harimoto | Kim Kum Yong | Lim Jong-hoon An Jae-hyun      | Satsuki Ōdō Sakura Yokoi    | Lin Shidong Kuai Man           |
| 2023 Pyeongchang  | Volksrepublik China | Volksrepublik China | Ma Long           | Wang Manyu   | Fan Zhendong Lin Gaoyuan       | Wang Manyu Chen Meng        | Lin Gaoyuan Wang Yidi          |
| 2021 Doha         | Südkorea            | Japan               | Lee Sang-su       | Hina Hayata  | Yukiya Uda Shunsuke Togami     | Jeon Ji-hee Shin Yu-bin     | Shunsuke Togami Hina Hayata    |
| 2019 Yogyakarta   | Volksrepublik China | Volksrepublik China | Xu Xin            | Sun Yingsha  | Liang Jingkun Lin Gaoyuan      | Ding Ning Zhu Yuling        | Xu Xin Liu Shiwen              |
| 2017 Wuxi         | Volksrepublik China | Volksrepublik China | Fan Zhendong      | Miu Hirano   | Fan Zhendong Lin Gaoyuan       | Zhu Yuling Chen Meng        | Zhou Yu Chen Xingtong          |
| 2015 Pattaya      | Volksrepublik China | Volksrepublik China | Fan Zhendong      | Zhu Yuling   | Fan Zhendong Xu Xin            | Kim Hye-song Ri Mi-gyong    | Fan Zhendong Chen Meng         |
| 2013 Busan        | Volksrepublik China | Volksrepublik China | Ma Long           | Liu Shiwen   | Yan An Zhou Yu                 | Chen Meng Zhu Yuling        | Lee Sang-su Park Young-sook    |
| 2012 Macau        | Volksrepublik China | Volksrepublik China | Ma Long           | Guo Yan      | Gao Ning Yang Zi               | Ding Ning Guo Yan           | Xu Xin Guo Yan                 |
| 2009 Lucknow      | Volksrepublik China | Volksrepublik China | Ma Long           | Ding Ning    | Ma Long Xu Xin                 | Li Xiaoxia Ding Ning        | Ma Long Li Xiaoxia             |
| 2007 Yangzhou     | Volksrepublik China | Volksrepublik China | Wang Hao          | Zhang Yining | Hao Shuai Ma Long              | Guo Yue Li Xiaoxia          | Oh Sang-eun Kwak Bang-bang     |
| 2005 Jeju-do      | Volksrepublik China | Hongkong            | Wang Liqin        | Lin Ling     | Ko Lai Chak Li Ching           | Guo Yan Liu Shiwen          | Wang Liqin Guo Yue             |
| 2003 Bangkok      | Volksrepublik China | Volksrepublik China | Wang Hao          | Niu Jianfeng | Ko Lai Chak Li Ching           | Guo Yan Li Nan              | Liu Guozheng Li Nan            |
| 2000 Doha         | Volksrepublik China | Volksrepublik China | Chiang Peng-Lung  | Lin Ling     | Chang Yen-Shu Chiang Peng-Lung | Lee Eun-sil Suk Eun-mi      | Yan Sen Yang Ying              |
| 1998 Osaka        | Volksrepublik China | Volksrepublik China | Wang Liqin        | Li Ju        | Liu Guoliang Ma Lin            | Lee Eun-sil Ryu Ji-hae      | Wang Liqin Wang Nan            |
| 1996 Kallang      | Südkorea            | Volksrepublik China | Kong Linghui      | Chire Koyama | Kong Linghui Liu Guoliang      | Li Ju Wang Nan              | Ma Lin Wu Na                   |
| 1994 Tianjin      | Volksrepublik China | Volksrepublik China | Kong Linghui      | Deng Yaping  | Lin Zhigang Liu Guoliang       | Liu Wei Qiao Yunping        | Kong Linghui Deng Yaping       |
| 1992 Neu-Delhi    | Volksrepublik China | Hongkong            | Xie Chaojie       | Tang Weiyi   | Kang Hee-chan Lee Chul-seung   | Tang Weiyi Ying Ronghui     | Liu Guoliang Wu Na             |
| 1990 Kuala Lumpur | Volksrepublik China | Südkorea            | Wang Tao          | Qiao Hong    | Kim Guk-chol Kim Song-hui      | Hu Xiaoxin Qiao Hong        | Yoo Nam-kyu Hyun Jung-hwa      |
| 1988 Niigata      | Volksrepublik China | Südkorea            | Chen Longcan      | He Zhili     | Chen Longcan Wei Qingguang     | Hyun Jung-hwa Yang Young-ja | Yoo Nam-kyu Hyun Jung-hwa      |
| 1986 Shenzhen     | Volksrepublik China | Volksrepublik China | Jiang Jialiang    | He Zhili     | Hui Jun Teng Yi                | Dai Lili He Zhili           | Hui Jun Geng Lijuan            |
| 1984 Islamabad    | Volksrepublik China | Volksrepublik China | Xie Saike         | He Zhili     | Teng Yi Xie Saike              | Dai Lili Geng Lijuan        | Xie Saike Dai Lili             |
| 1982 Jakarta      | Volksrepublik China | Volksrepublik China | Cai Zhenhua       | Cao Yanhua   | Guo Yuehua Xie Saike           | Cao Yanhua Huang Junqun     | Jiang Jialiang Tong Ling       |
| 1980 Kalkutta     | Volksrepublik China | Volksrepublik China | Shi Zhihao        | Qi Baoxiang  | Guo Yuehua Xie Saike           | Liu Yang Zhang Deying       | Xie Saike Zhang Deying         |
| 1978 Kuala Lumpur | Volksrepublik China | Volksrepublik China | Guo Yuehua        | Cao Yanhua   | Cho Yong-ho Yun Chol           | Kim Chang-ae Pak Yong-ok    | Seiji Ono Kayo Sugaya          |
| 1976 Pjöngjang    | Volksrepublik China | Nordkorea           | Liang Geliang     | Zhang Li     | Tetsuo Inoue Mitsuru Kōno      | Kim Chang-ae Pak Yung-sun   | Tetsuo Inoue Mitsuko Shimamoto |
| 1974 Yokohama     | Volksrepublik China | Japan               | Nobuhiko Hasegawa | Tomie Edano  | Nobuhiko Hasegawa Mitsuru Kōno | Zheng Huaiying Zhang Li     | Mitsuru Kōno Tomie Edano       |
| 1972 Peking       | Japan               | Volksrepublik China | Nobuhiko Hasegawa | Li Li        | Tetsuo Inoue Mitsuru Kōno      | Kim Chang-ae O Yong-suk     | Nobuhiko Hasegawa Yasuko Konno |

## Sieger der TTFA-Asienmeisterschaften (1952–1970)
| Jahr          | Mannschaft | Mannschaft        | Einzel            | Einzel                | Doppel                            | Doppel                            | Doppel                                             |
| Jahr          | Herren     | Damen             | Herren            | Damen                 | Herren                            | Damen                             | Mixed                                              |
| ------------- | ---------- | ----------------- | ----------------- | --------------------- | --------------------------------- | --------------------------------- | -------------------------------------------------- |
| 1970 Nagoya   | Japan      | Südkorea          | Nobuhiko Hasegawa | Toshiko Kowada        | Nobuhiko Hasegawa Shigeo Itō      | Setsuko Kobori Yukiko Onuma       | Nobuhiko Hasegawa Toshiko Kowada                   |
| 1968 Jakarta  | Japan      | Südkorea          | Mitsuru Kōno      | Yukie Ōzeki           | Nobuhiko Hasegawa Tokio Tasaka    | Mieko Fukuno Yukie Ōzeki          | Shigeo Itō (M) / Mitsuru Kōno (M) Mieko Fukuno (F) |
| 1967 Singapur | Japan      | Japan             | Nobuhiko Hasegawa | Yoon Ki Sook          | Shigeo Itō Mitsuru Kōno           | Saeko Hirota Sachiko Morisawa     | Tetsuo Inoue Mieko Hirano                          |
| 1964 Seoul    | Japan      | Japan             | Kōji Kimura       | Masako Seki           | Kōji Kimura Ken Konaka            | Naoko Fukazu Masako Seki          | Ken Konaka Naoko Fukazu                            |
| 1963 Manila   | Japan      | Japan             | Hiroshi Takahashi | Kimiyo Matsuzaki      | Manji Fukushima Hiroshi Takahashi | Kimiyo Matsuzaki Masako Seki      | Manji Fukushima Kazuko Ito                         |
| 1960 Bombay   | Japan      | Japan             | Ichiro Ogimura    | Kazuko Yamaizumi      | Teruo Murakami Ichiro Ogimura     | Kazuko Yamaizumi Kimiyo Matsuzaki | Ichiro Ogimura Kimiyo Matsuzaki                    |
| 1957 Manila   | Südvietnam | Taiwan            | Lau Sek Fong      | Choi Kyong Ja         | Mai Van Hoa Tran Canh Duoc        | Chen Pao-Poe Shei Chang Chai-Wung | Suh Sui Cho Bao Guio Wong Bik Yiu                  |
| 1954 Singapur | Hongkong   | Hongkong          | Mai Van Hoa       | Bao Guio Wong Bik Yiu | Loh Heng Chew Poon Weng Hoe       | Bao Guio Wong Bik Yiu Lau Wai Lim | Rhee Kyong-Ho Wie Sang-Sook                        |
| 1953 Tokyo    | Japan      | Japan             | Mai Van Hoa       | Chen Pao-Poe          | Mai Van Hoa Tran Canh Duoc        | Reiko Ishihara Tomie Nishimura    | Kichii Tamasu Yoshiko Tanaka                       |
| 1952 Singapur | Hongkong   | Macau ( Hongkong) | Suh Sui Cho       | Gool Nasikwala        | Fu Chi Fong Suh Sui Cho           | Gool Nasikwala Yoshiko Tanaka     | Kalyanpur Jayant Gool Nasikwala                    |

## Philatelie
A) Postwertzeichen zu Tischtennis Asienmeisterschaften:
- 02.09.1972 Volksrepublik China 4 Werte Michel-Nr. 1117–1120
- 25.04.1976 Nordkorea 4 Werte Michel-Nr. 1484–1487 und 1 Block Michel-Nr. Block 23
- 09.05.1980 Indien 1 Wert Michel-Nr. 825
- 01.05.2000 Katar 1 Wert Michel-Nr. 1171

B) Sonderstempel zu Tischtennis Asienmeisterschaften:
- 02.09.1972 Peking, Volksrepublik China
- 02.04.1974 Yokohama, Japan
- 25.04.1975 Pjöngjang, Nordkorea
- 09.05.1980 Kalkutta, Indien
- 20.10.1984 Karachi, Lahore und Quetta, Pakistan
- 07.10.1986 Shenzhen, Volksrepublik China
- 15.05.1988 Niigata, Japan
- 20.09.1994 Tianjin (Absenderfreistempel), Volksrepublik China
- 01.05.2000 Doha, Katar
- 17.09.2007 Yangzhou, Volksrepublik China
- 16.11.2009 Lucknow, Indien
- 23.02.2012 Macau, Macau